# NGC 7451
NGC 7451 é uma galáxia espiral barrada (SBbc) localizada na direcção da constelação de Pegasus. Possui uma declinação de +08° 28' 03" e uma ascensão recta de 23 horas, 00 minutos e 40,6 segundos.